# Лунське нафтогазоконденсатне родовище
Лунське нафтогазоконденсатне родовище — одне з родовищ на шельфі острова Сахалін (Росія), яке розробляється в межах проєкту Сахалін-2 за участі іноземних нафтогазових компаній. Розташоване за 12—15 км від узбережжя біля північної частини Лунської затоки. Належить до Сахалінської нафтогазоносної області Охотоморської нафтогазоносної провінції.
Відкрите у 1984 році в районі з глибинами моря 45—50 метрів. Всього за результатами розвідки на глибині 1893—2845 метрів нижче морського дна виявлено 23 продуктивні пласти завтовшки до 37 метрів. За типом покладів належить до склепінних, масивно-пластових, пластових, тектонічно екранованих. Вуглеводні знайдено у відкладеннях міоцену. Колектори — пісковики, що сформувались колись в умовах дельтової системи річок Палеоамур, Палеоамгунь та Палеотумнін.
Запаси за російською класифікаційною системою по категоріях АВС1+С2 оцінюються у 531 млрд м3 газу, 42 млн т конденсату та 3 млн т нафти. У складі газу родовища міститься від 7 до 9 % гомологів метану, а також невелика кількість вуглекислого газу (до 0,2 %) та азоту (до 1,1 %).
Розробка ведеться з платформи Лунска А, яка стала першою в Росії орієнтованою на видобуток газу. Бетонна основа споруджена у порту Східний компаніями Aker Kvaerner та Quattrogemini та встановлена у 2005 році на глибині 48 метрів. Через рік методом насуву на неї змонтована палуба, виготовлена в Південній Кореї на корабельні Samsung Heavy Industries. Платформа виконує одночасно бурові, видобувні та житлові функції. Її виробнича потужність складає 51 млн м³ газу та 50 тисяч барелів рідких вуглеводнів на добу.
Біля виходу офшорного газопроводу з платформи на суходіл споруджено береговий технологічний комплекс, що здійснює підготовку отриманих газу та рідких вуглеводнів. Його введення в дію збіглося із запуском самого родовища та прийшлось на 2008 рік.
Також сюди надходить продукція з Пільтун-Астохського родовища, яке розробляється в межах того ж проєкту Сахалін-2. Видача продукції відбувається за допомогою газо- і нафтопроводів довжиною по 637 км до бухти Аніва, де розташований завод із зрідження природного газу Пригороднє ЗПГ та відвантажувальні термінали. Вибір такої конфігурації обумовлений складними льодовими умовами в районі Лунського родовища, тоді як бухта Аніва дає змогу здійснювати цілорічну навігацію.